# The Colour of Snow
The Colour of Snow ist das zweite Studioalbum der deutschen Pop-Rock Band Polarkreis 18. Es erschien in Deutschland am 17. Oktober 2008. Die Lieder des Albums haben nach Aussagen der Bandmitglieder zumeist „eine klare Liedstruktur“. Es hebe sich zum ersten Album ab, welches noch viele „Ecken“ aufgewiesen habe.
Auch die Art der Entstehung der Lieder wurde verändert, so wurden einige Stücke nur an Gitarre oder Klavier geschrieben.
Das Album wird als Digipack-Version verkauft und beinhaltet ein 35 × 24 cm großes Plakat, auf dessen Vorderseite die Band abgebildet ist, eingefroren in einen Eisblock. Auf der Rückseite stehen die „Credits“ zum Album.

## Titelliste
1. Tourist – 3:22
2. Allein Allein – 4:00
3. Prisoner – 4:42
4. Untitled Picture – 2:08
5. The Colour Of Snow – 3:42
6. 130/70 – 3:52
7. Rainhouse – 3:49
8. River Loves The Ocean – 5:13
9. Name On My ID – 4:47
10. Happy Go Lucky – 5:19

## Singles

### Allein Allein
Allein Allein war die erste Singleauskopplung des Albums und wurde am 3. (Online) bzw. 4. Oktober (im Einzelhandel) in Deutschland veröffentlicht. In der ersten Woche stieg der Song auf Platz 8 ein. In der dritten Woche nach dem Einstieg erreichte der Song Platz 1 der Deutschen Single-Charts und hielt sich dort für fünf Wochen.

### The Colour of Snow
The Colour of Snow wurde als zweite Single ausgekoppelt und am 13. Februar 2009 veröffentlicht. Mit einer nicht auf dem Album vorhandenen deutsch/englischen Version des Songs nahmen Polarkreis 18 am Bundesvision Song Contest 2009 teil, bei dem sie mit 131 Punkten den zweiten Platz erreichten.

### Happy Go Lucky
Im April 2009 wurde auf der offiziellen Homepage der Band bekannt gegeben, dass Happy Go Lucky die dritte Auskopplung aus dem Album The Colour of Snow wird.
Das Video, in dem auch der Großvater von Felix Räuber mitspielt, feierte im Mai Premiere.
Die Single erschien am 12. Juni 2009.

## Rezeption

### Chartplatzierungen
| ChartsChartplatzierungen | Höchstplatzierung | Wochen |
| ------------------------ | ----------------- | ------ |
| Deutschland (GfK)        | 14 (27 Wo.)       | 27     |
| Schweiz (IFPI)           | 62 (6 Wo.)        | 6      |

### Auszeichnungen für Musikverkäufe
| Land/Region        | Auszeichnungen für Musikverkäufe (Land/Region, Auszeichnung, Verkäufe) | Verkäufe |
| ------------------ | ---------------------------------------------------------------------- | -------- |
| Deutschland (BVMI) | Gold                                                                   | 100.000  |
| Insgesamt          | 1× Gold ·                                                              | 100.000  |

## Mitwirkende Musiker
- Die Harfe beim Song "River Loves The Ocean" spielt Andreas Gundlach.
- Für die unterschiedlichen Lieder wurden drei Chöre benötigt. Der Berliner Kinderchor Canzonetta unter der Leitung von J. Wittur sang bei dem Song "The Colour Of Snow". Die den beiden Titeln "River Loves The Ocean" und "Happy Go Lucky" waren fünf Frauen und drei Männer als Chor vertreten. Bei "Name On My ID" sangen M. Wagner, T. Adam und L. Bauer.
- Das Deutsche Filmorchester Babelsberg unter der Leitung von Jörg Iwer unterstützte Polarkreis 18 bei "Allein Allein", "130/70", "Prisoner", "The Colour Of Snow", "River Loves The Ocean", "Happy Go Lucky".
- Des Weiteren waren bei dem Song "The Colour Of Snow" als Schulkinder M. Wenzel, F. Kern und C. Keppler, bei "Happy Go Lucky" als Sprecher H. Räuber vertreten.[9]